# Les Voltigeurs de Québec
Les Voltigeurs de Québec est le nom d'un régiment d'infanterie de la Première réserve des Forces armées canadiennes (FAC). Ayant été fondé en 1862 en tant que The 9th Battalion Volunteer Militia Rifles, Canada (or "Voltigeurs of Québec"), littéralement « Le 9e Bataillon de carabiniers de la milice volontaire, Canada (ou "Voltigeurs de Québec") », il s'agit du plus ancien régiment canadien-français. Ce bataillon devint un régiment en 1900 en adoptant le nom de 9th Regiment "Voltigeurs de Québec", littéralement le « 9e Régiment "Voltigeurs de Québec" ». En 1954, celui-ci fusionna avec Le Régiment de Québec. De plus, de 1965 à 1966, il était fusionné avec The Royal Rifles of Canada.
Il fait partie du 35e Groupe-brigade du Canada de la 2e Division du Canada au sein de l'Armée canadienne. Les membres du régiment sont des soldats s'entraînant à temps partiel afin de servir dans des opérations domestiques ou outremers des FAC.
Les Voltigeurs de Québec perpétuent l'histoire de plusieurs unités : le 6e Bataillon de la Milice d'élite incorporée, le Corps provincial d'infanterie légère (Voltigeurs canadiens), le 1er et le 2e Bataillon de la Ville de Québec (1812-1815), la Division de Beauport (1812-1815) ainsi que le 57th "Overseas" Battalion, CEF, littéralement le « 57e "Outremers" Bataillon, CEF ».

## Rôle et organisation

Insigne distinctif de la 2e Division du Canada

Les Voltigeurs de Québec sont un régiment d'infanterie du 35e Groupe-brigade du Canada, un groupe-brigade de la Première réserve de l'Armée canadienne qui fait partie de la 2e Division du Canada. Il est stationné dans le manège militaire de Québec à Québec au Québec,
Tout comme c'est le cas pour les autres unités de la Première réserve de l'Armée canadienne, le rôle des Voltigeurs de Québec est de former des soldats afin de servir de renfort lors des opérations des Forces armées canadiennes ainsi que d'être prêt pour le service actif afin d'appuyer les autorités civiles lors de catastrophes naturelles dans la région locale.

## Histoire
| Nom                                                                            | Date               |
| ------------------------------------------------------------------------------ | ------------------ |
| The 9th Battalion Volunteer Militia Rifles, Canada (or "Voltigeurs of Québec") | 7 mars 1862        |
| 9th Regiment "Voltigeurs de Québec"                                            | 8 mai 1900         |
| Les Voltigeurs de Québec                                                       | 29 mars 1920       |
| 2nd (Reserve) Battalion, Les Voltigeurs de Québec                              | 10 mai 1941        |
| Les Voltigeurs de Québec (Reserve)                                             | 15 septembre 1946  |
| Les Voltigeurs de Québec (Motor)                                               | 1er avril 1946     |
| Les Voltigeurs de Québec (Mitrailleuses)                                       | 1er septembre 1954 |
| Les Voltigeurs de Québec                                                       | 11 avril 1958      |

### Origines et création

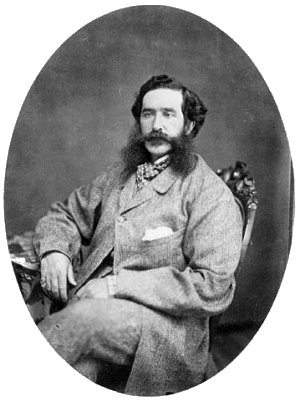
Le lieutenant-colonel Charles de Salaberry, le premier commandant de l'unité

L'unité a été créée le 7 mars 1862 à Québec sous le nom de « The 9th Battalion Volunteer Militia Rifles, Canada (or "Voltigeurs of Québec") », littéralement « Le 9e Bataillon de carabiniers volontaire de la milice, Canada (ou « Voltigeurs de Québec ») »,. Ce bataillon a été créé en regroupant cinq compagnies de la Milice canadienne qui étaient jusque-là indépendantes. Ces compagnies avaient été créées respectivement le 12 juin 1856, le 16 décembre 1861, le 21 janvier 1862, le 18 février 1862 et le 7 mars 1862. Le premier commandant de l'unité est le lieutenant-colonel Charles de Salaberry. C'est celui-ci qui a fait ajouté la mention « or Voltigeurs of Québec » dans le nom de l'unité en voulant rappeler l'histoire des Voltigeurs canadiens qui ont combattu lors de la guerre de 1812 sous le commandement de son père. Deux des compagnies originelles du bataillon étaient composées d'Écossais ; celles-ci furent transférées au 8th Battalion (le « 8e Bataillon ») le 8 février 1862, de nos jours les Royal Rifles of Canada.

### Premiers conflits

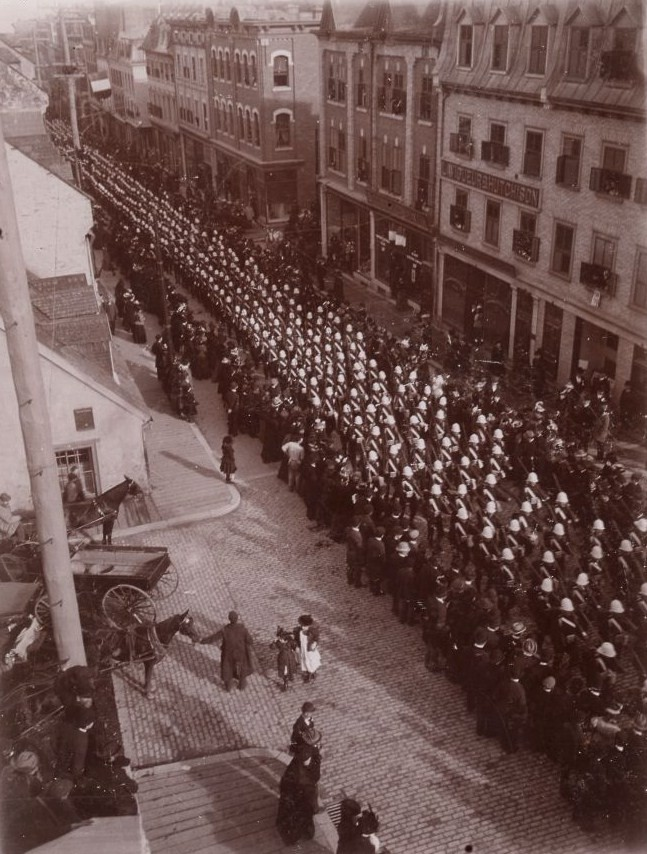
Contingent canadien défilant à Québec au Québec avant partir pour la guerre en Afrique du Sud

Les Voltigeurs de Québec furent mobilisés pour le service actif du 8 au 31 mars 1866 dans la foulée des raids féniens. Plusieurs membres des Voltigeurs de Québec se portèrent volontaires pour le contingent canadien qui participa à la seconde guerre des Boers en Afrique du Sud.
Les Voltigeurs de Québec participèrent à la répression du soulèvement métis, aussi appelé rébellion du Nord-Ouest, de 1885 mené par Louis Riel. Durant cette campagne, les Voltigeurs sont cantonnés dans la région de Calgary en Alberta afin d'y garder la paix. Le bataillon ne participe à aucun combat, mais assure un contact cordial avec la population locale, en particulier avec les Pieds-Noirs. D'ailleurs, de retour à Québec, les officiers du bataillon s’opposent même à la pendaison de Louis Riel tout comme la population francophone.[réf. nécessaire]
Le 8 mai 1900, le bataillon devient un régiment et adopte le nom de 9th Regiment "Voltigeurs de Québec", littéralement le « 9e Régiment "Voltigeurs de Québec" ».

### Guerre mondiales

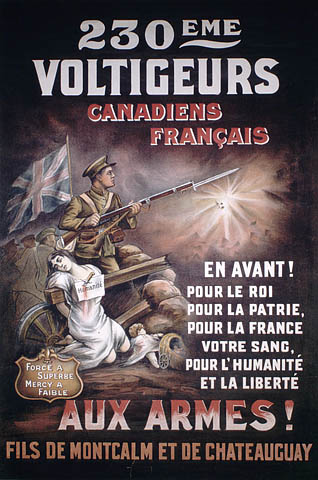
Affiche de recrutement du régiment des Voltigeurs de Québec lors de la Première Guerre mondiale

Dans la foulée de la Première Guerre mondiale, Les Voltigeurs de Québec furent mobilisés pour le service actif le 6 août 1914. Il s'agit du seul régiment de la milice du Québec à être mobilisé en entier lors de la Première Guerre mondiale.
Les membres du régiment sont présents dans tous les bataillons canadiens-français du Corps expéditionnaire canadien, mais ils combattent surtout avec les 14e et 22e bataillons, avec lesquels ils remportent de nombreux honneurs de bataille.
Le 29 mars 1920, le régiment fut réorganisé en une unité de deux bataillons et adopta alors son nom actuel.
Lors de la Seconde Guerre mondiale, les membres du régiment renflouent les rangs des autres régiments canadiens-français au front. Les Voltigeurs contribuent ainsi au succès du Royal 22e Régiment en Italie et des régiments de la Chaudière et de Maisonneuve ainsi que des Fusiliers Mont-Royal dans le Nord-Ouest de l’Europe. Le 15 septembre 1946, il change de nouveau de nom pour Les Voltigeurs de Québec (Reserve) et, le 1er avril 1946, pour Les Voltigeurs de Québec (Motor).

### Histoire récente (depuis 1946)

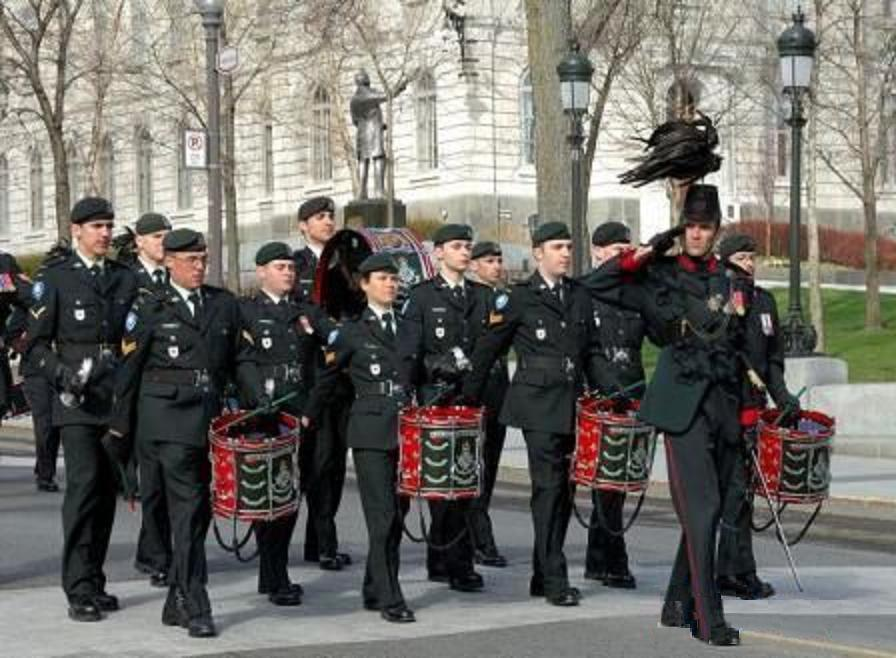
Les tambours et clairons des Voltigeurs de Québec en 2012

Le 1er septembre 1954, Les Voltigeurs du Québec fusionnèrent avec Le Régiment de Québec et le nouveau régiment adopta le nom de Les Voltigeurs de Québec (Mitrailleuses). Le 11 avril 1958, celui-ci réadopta son nom actuel.
Le 22 février 1965, ils fusionnèrent avec The Royal Rifles of Canada. Cette fusion cessa le 1er novembre 1966, mais The Royal Rifles of Canada ne fut pas remis sur pied pour autant puisqu'il fut réduit à un effectif nul et transféré à l'ordre de bataille supplémentaire.

## Perpétuations
Les Voltigeurs de Québec perpétuent l'histoire de cinq unités de la région de Québec impliquée dans la guerre anglo-américaine de 1812 ainsi que d'un bataillon du Corps expéditionnaire canadien (CEC) de la Première Guerre mondiale, le 57e Bataillon, CEC.
Les unités de la guerre de 1812 perpétuées par Les Voltigeurs de Québec sont :
- 6e Bataillon de la Milice d'élite incorporée
- Corps provincial d'infanterie légère (Voltigeurs canadiens)
- 1er Bataillon de la Ville de Québec (1812-1815)
- 2e Bataillon de la Ville de Québec (1812-1815)
- Division de Beauport (1812-1815)
- 57e Bataillon, CEC

### 57eBataillon, CEC
Le 57e Bataillon, CEC était un bataillon du Corps expéditionnaire canadien lors de la Première Guerre mondiale. Il fut créé le 20 avril 1915 à Québec au Québec et partit pour la Grande-Bretagne le 2 juin 1916. Le 8 juin de la même année, son personnel fut transféré au 69th Battalion (Canadien-Français), CEF (en) qui servait à fournir des renforts aux troupes canadiennes au front. Le bataillon fut dissous le 11 avril 1918. Pour son service, le 57th "Overseas" Battalion, CEF s'est vu décerner l'honneur de bataille « Grande Guerre, 1916 ». Cependant, cet honneur de bataille, remis à une force non combattante, n'est pas perpétué par Les Voltigeurs de Québec.

## Honneurs et distinctions
Les honneurs de bataille sont le droit donné par la Couronne au régiment d'apposer sur ses couleurs les noms des batailles ou des opérations dans lesquelles il s'est illustré. Cependant, les régiments de voltigeurs n'ont pas de drapeaux consacrés. Cela dit, ils peuvent apposer leurs honneurs de bataille sur d'autres articles propres au régiment telle que l'insigne ou les plaques de baudriers.
| Guerre de 1812                | Guerre de 1812 |
| ----------------------------- | -------------- |
| Défense du Canada - 1812-1815 | Châteauguay    |
| Crysler's Farm                |                |
| Rébellion du Nord-Ouest       |                |
| Nord-Ouest du Canada, 1885    |                |
| Première Guerre mondiale      |                |
| Mont-Sorrel                   | Somme, 1916    |
| Arras, 1917                   | Côte 70        |
| Ypres, 1917                   | Amiens         |
| Guerre d'Afghanistan          |                |
| Afghanistan                   |                |

Les Voltigeurs de Québec ont reçu la distinction honorifique de l'insigne du Royal 22e Régiment afin de commémorer leur contribution importante à ce régiment lors de la campagne d'Italie au cours de la Seconde Guerre mondiale.

## Traditions et patrimoine

Drapeau de camp des Voltigeurs de Québec

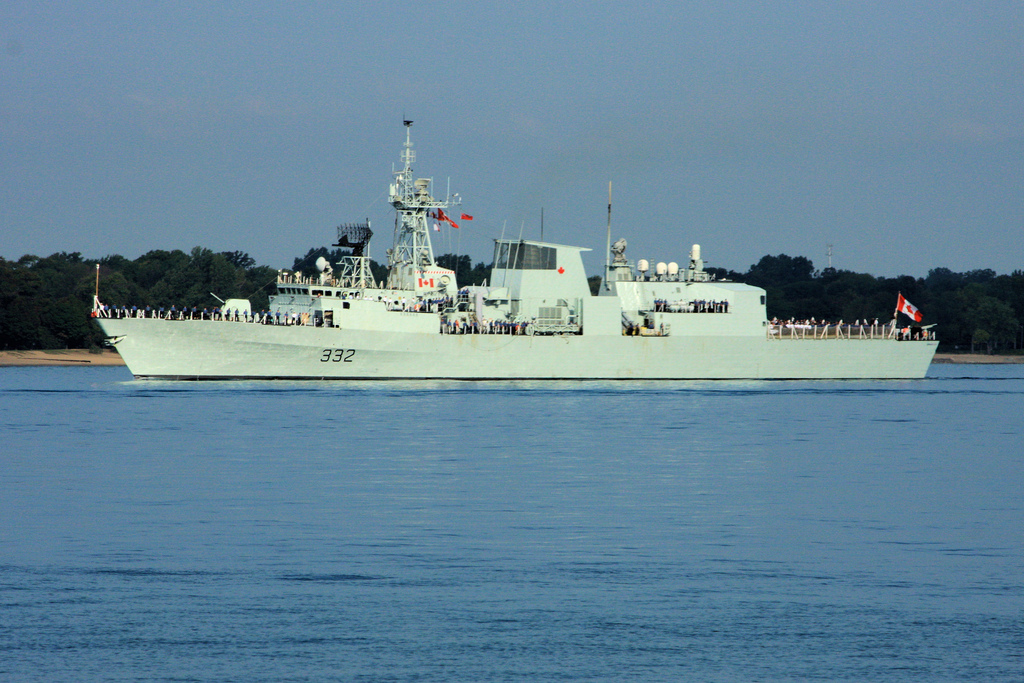
Le.

L'insigne des Voltigeurs de Québec est composé des armes de Salaberry entourées d'un anneau de sinople liséré d'argent portant l'inscription « Voltigeurs de Québec » en lettres majuscules d'argent. Les armes et l'anneau sont brochant en abîme sur la croix de l'Ordre de Saint-Louis d'argent sommée de la couronne royale au naturel et accompagnée en pointe d'un listel d'argent portant la devise régimentaire en lettres majuscules de gueules, qui est « Force À Superbe, Mercy à Foible » ; ce qui signifie « Force au puissant et pitié au faible » en vieux français,.
La marche régimentaire des Voltigeurs de Québec est Les Voltigeurs de Québec.
Les Voltigeurs de Québec sont alliés avec The Yorkshire Regiment (en) de la British Army. Ils sont aussi affiliés avec le NCSM Ville de Québec de la Marine royale canadienne.

## Musée régimentaire
Le musée régimentaire des Voltigeurs de Québec est situé dans le complexe militaire des Voltigeurs de Québec à Québec au Québec. Il possède et expose de nombreux items de l'histoire des régiments des Voltigeurs de Québec et des Royal Rifles of Canada tels que des armes, des uniformes et des médailles datant de différentes époques. Il a ouvert ses portes en 1964 et est ouvert au public durant la saison estivale, mais peut être visité à l'année sur rendez-vous.

## Hommages
- La rue des Voltigeurs a été nommée en leur honneur, vers 1845, dans la ville de Québec.
- La statue des Voltigeurs de Québec est présente devant le Manège militaire de Québec à la Place George-V depuis 1990. Il s'agit d'une oeuvre de Raoul Hunter.